# Neoempheria plaumanni
Neoempheria plaumanni är en tvåvingeart som beskrevs av Edwards 1940. Neoempheria plaumanni ingår i släktet Neoempheria och familjen svampmyggor. Inga underarter finns listade i Catalogue of Life.